# Liste des écorégions du Maroc
Le WWF a établi une liste de biomes qu'il a appelé écorégions. Ces biomes ne décrivent pas l'environnement marocain dans son ensemble, car celui-ci est largement fragmenté par les activités agricoles notamment, mais ces écorégions reflètent l'environnement des zones laissées à l'état sauvage.

## Écorégions terrestres
Typique du Paléarctique, le Maroc possède des biomes de :
- Forêts de conifères tempérées
  - Forêts mixtes et forêts de conifères méditerranéennes
- Forêts, bois et broussailles méditerranéens
  - Steppe et bois secs méditerranéens[1]
  - Bois et forêts méditerranéens[2]
  - Bois secs à acacia-argania et fourrés de succulentes méditerranéens[3]
- Prairies et broussailles de montagne
  - Steppe méditerranéenne à genévrier du Haut-Atlas
- Déserts et broussailles xériques
  - Bois et steppe du nord saharien[4]

## Écorégions d'eau douce
- Permanent Maghreb
- Temporary Maghreb

## Écorégions marines
- Mer d'Alboran
- Saharan Upwelling